# Візьму твій біль
«Візьму твій біль» — радянський фільм 1980 року, знятий кіностудією «Білорусьфільм».

## Сюжет
У село після тривалого ув'язнення повертається поліцай Шишкович, винний у смерті односельців. Іван, у якого сестра і мати загинули з вини поліцая, не може спокійно перенести його повернення в ті місця, де колишнього поліцая всі ненавидять і зневажають. Щоб не допустити нової жертви злочинця, а може, щоб врятувати чоловіка від злочину, дружина Івана вбиває Шишковича…

## У ролях
- Володимир Гостюхін — Іван Батрак/Корній Батрак
- Галина Яцкіна — Тася Батрак
- Ірина Малишева — Валя Батрак, дочка Івана
- Олександр Чередник — Корній, син Івана
- Любов Віролайнен — Альона, мати Івана
- Борис Петрунін — Іванько
- Іван Мацкевич — Григорій Шишкович, поліцай
- Петро Юрченков — Лапай, поліцай
- Олег Короткевич — Кулешонок, поліцай
- Віктор Тарасов — Федір Тимофійович Астапович
- Володимир Антонов — Щерба
- Валерій Філатов — Яків Качанок
- Олександр Голобородько — Михалевський
- Ігор Андреєв — Олександр Петрович Забавський
- Лілія Давидович — Тамара Федорівна Кошуба
- Стефанія Станюта — дружина Шишковича
- Ольга Лисенко — дочка Шишковича
- Арнольд Помазан — епізод
- Олена Антоненко — продавець
- Нінель Жуковська — Ольга
- Євгенія Ковальова — колгоспниця
- Іван Жаров — дід Яшки Коченка
- Валентина Деменкова — епізод
- Тамара Муженко — колгоспниця

## Знімальна група
- Режисер — Михайло Пташук
- Сценарист — Іван Шамякін
- Оператор — Віталій Ніколаєв
- Композитор — Сергій Кортес
- Художник — Юрій Альбицький